# Lương Phương Hạnh
Lương Phương Hạnh (sinh 8 tháng 2 năm 1983) là một nữ kỳ thủ cờ vua Việt Nam, vô địch Việt Nam năm 2020.

## Sự nghiệp

### Thời gian đầu
Thuở nhỏ, Phương Hạnh tập luyện cùng câu lạc bộ cờ Quân đội. Chị ít tham gia thi đấu vì tập trung học văn hóa. Sau khi tốt nghiệp Đại học Bách khoa Hà Nội năm 2005, Phương Hạnh đi làm. Tuy nhiên, chị vẫn luyện tập khi rảnh và là một trong những kỳ thủ nữ có tiếng thi đấu trên mạng. Năm 2011, chị được mời vào tuyển Hà Nội và tập cùng nhiều kỳ thủ nam trẻ nên sức cờ tiến bộ nhanh.

### Giải vô địch quốc gia
Lương Phương Hạnh nhiều lần tham dự giải vô địch Việt Nam. Năm 2014 chị đồng điểm hạng nhì với 8,5/11 điểm (+7 =3 –1), xếp hạng ba chung cuộc sau khi tính hệ số phụ. Năm 2017 chị giành ngôi á quân quốc gia với 8/11 điểm (+7 =2 –2). Năm 2020 Phương Hạnh lần đầu tiên lên ngôi vô địch quốc gia sau khi giành 7/9 điểm (+5 =4). Trên đường vô địch, chị liên tiếp thắng hai ván quan trọng trước hạt giống số một Võ Thị Kim Phụng và kỳ thủ trẻ, sau là á quân giải Bạch Ngọc Thùy Dương.
Năm 2018 Phương Hạnh vô địch nội dung cờ chớp quốc gia với 7,5/9 điểm.

### Các giải đấu khác
Lương Phương Hạnh vô địch giải JAPFA 2019. Chị toàn thắng cả năm ván cuối cùng để kết thúc giải đấu với 8 điểm / 11 ván (+7 =2 –2), đồng điểm với Keti Tsatsalashvili nhưng hơn hệ số phụ. Chị có được chuẩn đại kiện tướng nữ thứ hai ở giải này. Chuẩn đầu tiên chị giành được tại giải First Saturday năm 2018.
Tháng 1 năm 2020 Phương Hạnh vô địch cả nội dung tiêu chuẩn và chớp nữ ở Giải cờ vua EKA IIFL Investment Managers lần thứ năm ở Mumbai, Ấn Độ. Ở nội dung tiêu chuẩn chị đạt 5,5/9 điểm (+5 =1 –3), hơn á quân hệ số phụ. Nội dung chớp chị đạt 6,5/11 điểm, hơn người xếp sau nửa điểm.

### Giải đấu đồng đội
Năm 2014, Lương Phương Hạnh có tên trong đội tuyển Việt Nam tham dự Cúp đồng đội châu Á. Chị ngồi bàn dự bị, thi đấu hai ván. Năm 2018 Phương Hạnh lần thứ hai tham dự Cúp đồng đội châu Á, tiếp tục ngồi bàn dự bị. Ở giải này chị toàn thắng hai ván đấu, cùng đội tuyển giành huy chương bạc đồng đội.
Năm 2014, Phương Hạnh tham dự Olympiad cờ vua thứ 41 ở Na Uy. Chị ngồi bàn 4, thi đấu 10 ván (+7 –3), đạt hiệu suất 2251.
Năm 2017, Phương Hạnh thi đấu tại Giải vô địch cờ vua đồng đội thế giới. Chị ngồi bàn dự bị, thi đấu 6 ván (+1 =1 –4).

## Đời tư
Phương Hạnh đã lập gia đình và có hai con. Ngoài thi đấu, chị còn dạy cờ vua cho trẻ em ở Hà Nội, Thụy Sỹ và một số nước châu Âu.